# Stravaganza (serie di libri)
Stravaganza è una serie di libri per ragazzi scritti da Mary Hoffman.
I libri sono ambientati in un mondo parallelo tra Islington, una zona di Londra, e svariate città di Talia, una versione alternativa dell'Italia rinascimentale.

## I libri
La serie, inizialmente composta da una trilogia, è finora formata dai libri:
- Stravaganza: la città delle maschere,
- La città delle stelle,
- La città dei fiori.

La serie continua con: 
- La città dei segreti.
- La città delle navi.

La serie è stata tradotta in italiano dalla casa editrice "Mondadori".
Per il 2012 è prevista l'uscita de La città delle spade, ambientata a Fortezza (l'equivalente di Lucca).

## Omologhi nel mondo reale
Talia, la città nella quale si svolgono le vicende, è formata da 12 città stato, ognuna con un suo equivalente nel nostro mondo, o una città dalla quale l'autrice ha preso spunto.
Questa è la lista delle città stato presenti nei libri e dei loro equivalenti:
- Montemurato = Monteriggioni
- Bellezza = Venezia
- Padula = Padova
- Volana = Ferrara
- Bolonia = Bologna
- Fortezza = Lucca
- Classe = Ravenna
- Giglia = Firenze
- Moresco = Pisa
- Remora = Siena
- Romula = Roma
- Cittanuova = Napoli

## Libri proposti per le città
Questa è una lista delle città stato e dei libri che sono o saranno situati in ogni città. Le informazioni sono prese dal sito ufficiale di Stravaganza.
- Montemurato = La città delle torri
- Bellezza = Stravaganza: la città delle maschere
- Padula = La città dei segreti
- Volana = La città della musica
- Bologna = La città dei sogni
- Fortezza = La città delle spade
- Classe = La città delle navi
- Giglia = La città dei fiori
- Moresco = La città delle sirene
- Remora = La città delle stelle
- Romula = La città dei draghi
- Cittanuova = La città del fuoco